# ジェイムズ・クローニン
ジェイムズ・クローニン（James Watson Cronin, 1931年9月29日 - 2016年8月25日）はアメリカの物理学者である。1980年に、ヴァル・フィッチと共に中性K中間子崩壊におけるCP対称性の破れの発見によりノーベル物理学賞を受賞した。

## 来歴
シカゴに生まれた。南メソジスト大学を卒業し、1955年シカゴ大学で学位を得た。ブルックヘブン国立研究所で働き、プリンストン大学の教授などを務めた。1964年ヴァル・フィッチと共に、K0中間子が、0.1%ほどの確率でCP対称性を保存しない崩壊をおこすことを発見した。この破れは小林誠らによる小林・益川理論によって理論づけられた。
シカゴ大学名誉教授を務めていた。2016年ミネソタ州セントポールで死去。

## 受賞歴
- 1976年 - アーネスト・ローレンス賞
- 1980年 - ノーベル物理学賞
- 1999年 - アメリカ国家科学賞